# 雲遠路
雲遠路军民总管府，元朝的行政区划——路。今缅甸克钦邦中部。
云远路军民总管府，元成宗元贞二年（1296年）设置。北为蒙光路、东为蒙怜路、南为蒙莱路。